# République démocratique du Timor oriental (1975)
Cet article concerne l'État ayant déclaré unilatéralement son indépendance en 1975. Pour l'État actuel, voir Timor oriental.
1975–1976
Entités précédentes :
- Timor portugais

Entités suivantes :
- Indonésie

La république démocratique du Timor oriental ((pt) República Democrática de Timor-Leste, (tet) Repúblika Demokrátika de Timór-Leste), est un État ayant déclaré unilatéralement son indépendance le 28 novembre 1975 sur le territoire du Timor oriental actuel. Celle-ci survenant à la suite de la décolonisation portugaise, elle se poursuit pendant neuf jours jusqu'au début de l'invasion indonésienne le 7 décembre 1975.

## Histoire

### Déclaration d'indépendance
Colonisée par le Portugal au milieu du XVIe siècle et administrée comme colonie du Timor portugais, la colonie débute son processus de décolonisation avec la révolution des Œillets dans la métropole en 1974. Le processus initial devait conduire à la formation d'une Assemblée constituante élue en 1976. Émergent alors trois nouveaux partis politiques, l'UDT, le FRETILIN et l'APODETI,. Lors d'élections tenues le 13 mars 1975, le FRETILIN et l'UDT, qui avaient déjà formé une alliance pour défendre l'indépendance, émergent comme les partis politiques dominants.
Le 11 août 1975, l'UDT tente un coup d'État afin de freiner la croissance de la popularité du FRETILIN. Le gouvernement portugais Mário Lemos Pires (en) se sauve vers l'île d'Atauro, situé au nord de la capitale Dili et d'où il tente de négocier un accord entre les deux protagonistes rivaux.
Le 28 novembre 1975, le FRETILIN annonce une déclaration unilatérale d'indépendance de la république démocratique du Timor oriental avec Francisco Xavier do Amaral comme président et Nicolau dos Reis Lobato comme premier ministre. Cette déclaration n'est pas reconnue ni par le Portugal, ni par l'Indonésie,,.
Le 30 novembre 1975, le FRETILIN annonce la rédaction d'une Constitution de la République démocratique du Timor-Leste (RDTL) devant être lue et organise une cérémonie d'inauguration d'Amaral au poste de président. L'article 40 de la nouvelle constitution prévoit la création d'un conseil des ministres qui entre en poste le 1er décembre 1975.

### Invasion indonésienne
En réponse à l'indépendance, l'Indonésie encourage les chefs de l'UDT, de l'APODETI et d'autres partis politiques mineurs à signer la déclaration de Balibo (en) qui appelle à l'intégration du Timor oriental à son voisin le 30 novembre 1975. Le 7 décembre 1975, les Forces armées indonésiennes lancent une invasion avec des opérations aériennes et marines connue sous le nom d'opération Lotus (operasi Seroja), opération menée sous prétexte des risques de dérive communiste du nouveau gouvernement, du besoin de développement territorial pour les Indonésiens et du risques de sécurité dans la région. Quelques heures après le lancement de l'invasion, la capitale est rapidement occupée après la bataille de Dili (en), suivi ensuite par Baucau, deuxième ville du pays trois jours plus tard, ainsi que Liquiçá et Maubara (en) vers la fin décembre.

### Évènements suivants
Le 17 décembre, un gouvernement gouvernement provisoire (en) (Pemerintah Sementara Timor Timur (PSTT)) est mis en place et dirigé par Arnaldo dos Reis Araújo de l'APODETI et Lopez da Cruz de l'UDT. Dès le 31 mai 1976, une assemblée populaire régionale est établie. Cette assemblée adopte une résolution appelant à une intégration à l'Indonésie. Le 17 juillet 1976, l'annexion est formelle, entraînant la création de la province du Timor Timur avec Arnaldo dos Reis Araújo (de) comme premier gouverneur.
Les Nations unies ne reconnaissent pas la république démocratique auto-proclamée par le FRETILIN, pas plus que la souveraineté indonésienne sur le Timor. La résolution 384 du Conseil de sécurité des Nations unies continue de reconnaître la souveraineté du Portugal sur le territoire faisant qu'en terme de droit international, le Timor portugais continue d'exister. En 1999, un accord entre les gouvernements portugais et indonésien permet le déclenchement d'un référendum sur l'indépendance le 30 août 1999 à la suite duquel la majorité des Timorais opte pour l'autodétermination. Suit alors la crise de 1999 et une période de transition sous la gouverne de la Mission des Nations unies au Timor oriental menant à la pleine indépendance du Timor oriental le 20 mai 2002.

## Texte de la déclaration d'indépendance
« Proclamation de la République démocratique du Timor oriental
Incarnant l'aspiration suprême du peuple du Timor oriental et la sauvegarde de la
vos droits et intérêts les plus légitimes
en tant que nation souveraine, le Comité central
du FRONT RÉVOLUTIONNAIRE DU TIMOR LESTE
INDÉPENDANT – FRETILIN –
décrète et je proclame, unilatéralement,
l'indépendance du Timor oriental
qui devient, à partir de 00h00 aujourd'hui,
la République Démocratique de
Timor-Leste, anticolonialiste et anti-impérialiste.
Vive la République démocratique du Timor oriental !
Vive le peuple du Timor oriental libre et indépendant !
Vive le FRETILIN ! ».

## Gouvernement
Suivant la déclaration d'indépendance, un conseil de ministres (en)  est formé avec Francisco Xavier do Amaral au poste de président et Nicolau dos Reis Lobato au poste de premier ministre.

### Présidents
| No. | Portrait | Nom (Naissance–Décès)                  | Élection | Terme            | Terme            | Terme             | Parti politique |
| No. | Portrait | Nom (Naissance–Décès)                  | Élection | Début            | Départ           | Durée             | Parti politique |
| --- | -------- | -------------------------------------- | -------- | ---------------- | ---------------- | ----------------- | --------------- |
| 1   |          | Francisco Xavier do Amaral (1939–2012) | —        | 28 novembre 1975 | 7 décembre 1975  | 9 jours           | Fretilin        |
| 2   |          | Nicolau dos Reis Lobato (1946–1978)    | —        | 7 décembre 1975  | 31 décembre 1978 | 3 ans et 24 jours | Fretilin        |

### Premier ministre
| No. | Portrait | Nom (Naissance–Décès)               | Élection | Terme            | Terme           | Terme   | Parti politique |
| No. | Portrait | Nom (Naissance–Décès)               | Élection | Début            | Départ          | Durée   | Parti politique |
| --- | -------- | ----------------------------------- | -------- | ---------------- | --------------- | ------- | --------------- |
| 1   |          | Nicolau dos Reis Lobato (1946–1978) | —        | 28 November 1975 | 7 December 1975 | 9 jours | Fretilin        |

## Relations internationales

### Relations diplomatiques
Suivant la déclaration d'indépendance de la république démocratique du Timor oriental, le nouvel État reçoit une reconnaissance diplomatique de six États socialistes, la plupart d'anciennes colonies de l'Empire portugais.
Les États reconnaissant la république démocratique du Timor oriental sont,,:
- Albanie
- Mozambique
- Guinée
- Guinée-Bissau
- Cap-Vert
- Sao Tomé-et-Principe